# Onthophagus elegans
Onthophagus elegans är en skalbaggsart som beskrevs av Johann Christoph Friedrich Klug 1832. Onthophagus elegans ingår i släktet Onthophagus och familjen bladhorningar. Inga underarter finns listade i Catalogue of Life.